# Ниндорф (Хоэнвештедт)
Ниндорф (нем. Nindorf) — община в Германии, в земле Шлезвиг-Гольштейн. 
Входит в состав района Рендсбург-Экернфёрде. Подчиняется управлению Хоэнвештедт-Ланд.  Население составляет 672 человека (на 31 декабря 2010 года). Занимает площадь 14,04 км².